# Ojos azules (libro)
Ojos azules es un relato histórico de Arturo Pérez-Reverte ambientado en México en la época de la conquista española. Publicado en 2009 por Seix Barral en su colección Únicos, lleva un prólogo de Pere Gimferrer, está ilustrado por Sergio Sandoval y tiene 2798 palabras. Anteriormente había salido publicado en prensa.

## Contexto histórico
Como es característico del relato, en apenas unas pocas páginas, Pérez-Reverte narra un episodio basado en la Noche Triste, la huida en la medianoche del 30 de junio de 1520, que significó una gran pérdida de hombres y medios del ejército de Hernán Cortés en su conquista de Tenochtitlán, hoy Ciudad de México.
Parece ser que Pérez-Reverte se inspiró en la contemplación de un mural del pintor mexicano Diego Rivera en el que vio a una indígena con un niño de ojos azules, a partir del cual idea la historia que sirve de excusa para mostrar el, según palabras de Reverte, “seco, duro, breve y brutal” reflejo del mestizaje que se inició con la llegada de los conquistadores españoles al Nuevo Mundo.
Con esta breve obra, Pérez-Reverte continúa su obra de ficción basada en hechos históricos, que va desde sus novelas El húsar, pasando El maestro de esgrima, Cabo Trafalgar y muchas otras hasta la saga del capitán Alatriste. 

## Argumento
En la noche del 30 de junio, Hernán Cortés se ve obligado junto a sus hombres a huir de la capital de los Mexicas  hacia Veracruz. El intento se ve frustrado cuando son descubiertos en medio de la lluvia y los mexicas, deseosos de venganza contra los conquistadores, masacran a los soldados que pretendían escapar cargados de oro y otros tesoros. Uno de esos soldados es el protagonista que da nombre al libro.

## Personajes principales
- El soldado de los ojos azules, español cuyo nombre no se revela, protagonista de la historia. A pesar del anonimato, la narración se centra en su intento de huida, mientras se citan retazos de su existencia y sus anhelos mientras lucha.
- Indígena azteca, cuyo nombre tampoco se conoce pero que es clave para la trama de la novela.

## Personajes secundarios
- Capitán Alvarado, Pedro de Alvarado, conquistador español responsable de la Matanza del Templo Mayor.
- Hernán Cortés, conquistador español del imperio azteca.
- Bernal Díaz del Castillo, conquistador español y cronista de Indias.
- Gonzalo de Sandoval, conquistador español.
- Diego de Ordás, conquistador español.
- Juan Velázquez de León, conquistador español fallecido en la Noche Triste.
- Tlaxcaltecas, indios aliados de los españoles.